# 北門站 (臺北市)
北門站，副站名大稻埕南，位於台灣台北市大同區，為台北捷運松山新店線（松山線）的捷運車站。本站可經由連通道前往桃園捷運台北車站與台鐵、高鐵、台北捷運台北車站。
日治時期台灣總督府交通局鐵道部淡水線亦設有同名車站北門乘降場，唯位置不同。

## 車站概要

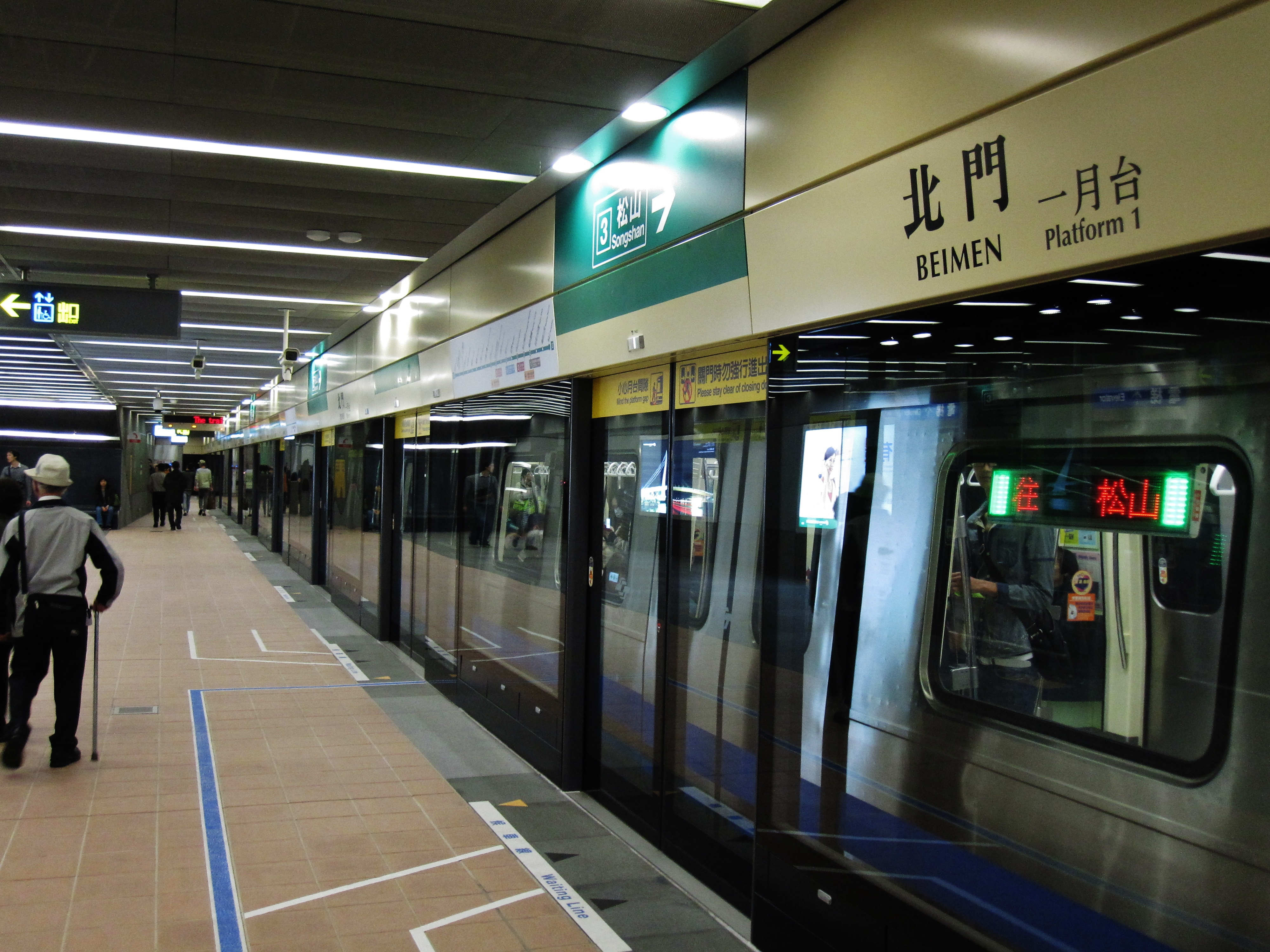
月台

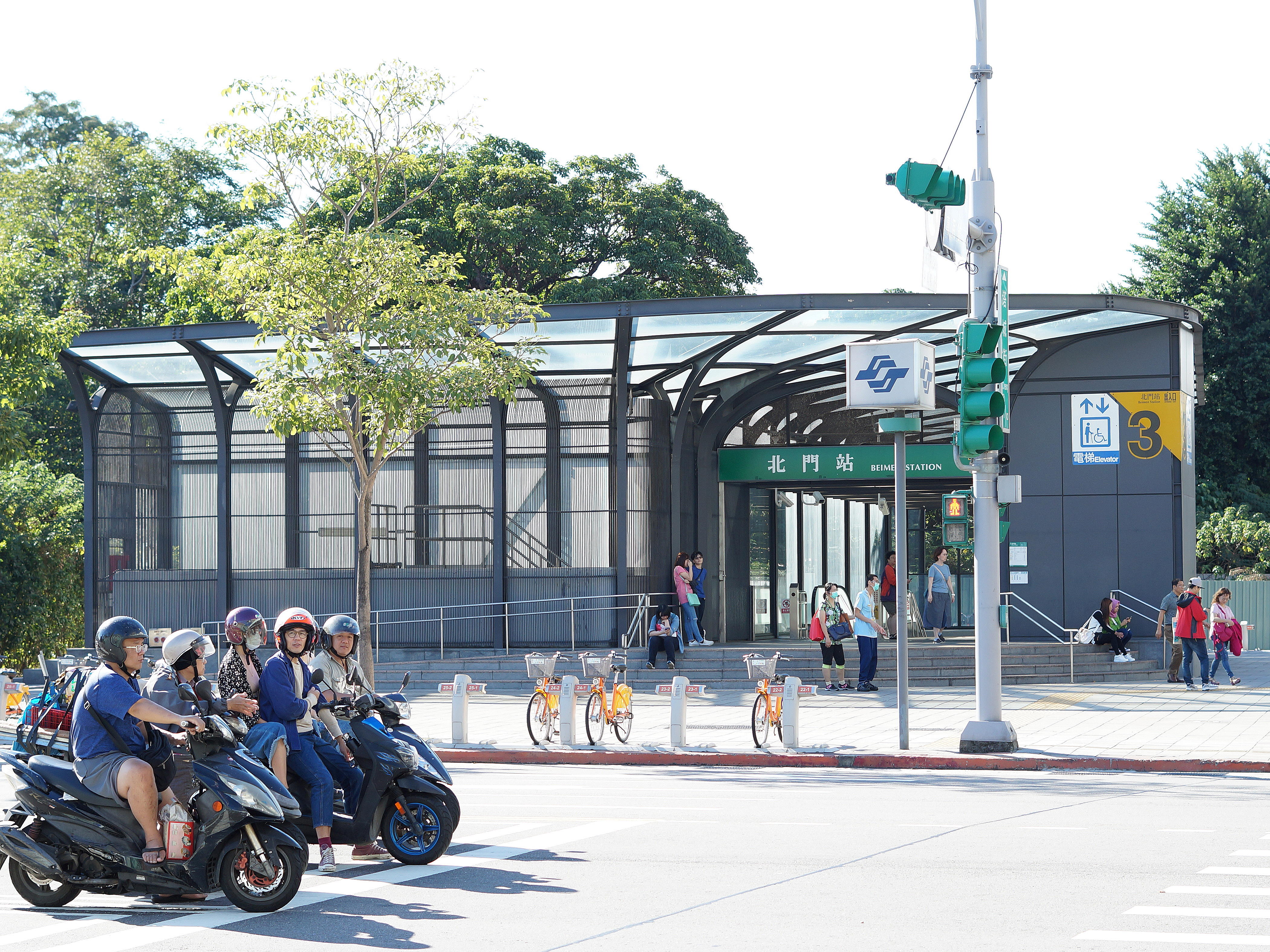
出口3

車站位於塔城街下方，忠孝西路口與市民大道口間，因台北府城北門即位於車站東南邊而得名，車站編號為G13。
本站站名加註為「大稻埕南」，因位於大稻埕市街南側而得名。本站北邊臺北市立聯合醫院中興院區為大稻埕乘降場（大稻埕驛）舊址。

## 車站構造
地下四層車站，兩個側式月台，三個出入口。車站東北側與台北地下街連通，可經由相互連通的地下街前往台北車站（包含機場捷運）。

### 樓層
| 地面               | 出入口                                         | 出入口                                                                      |
| 地下 一樓          | 連通層                                         | 連接台北地下街、台北車站、機場捷運、長途客運與各出口 歷史文物展示區、洗手間 |
| 地下 二樓          | 大廳層                                         | 車站大廳、詢問處、自動售票機、驗票閘門                                      |
| 地下 二樓          | 大廳層                                         | 洗手間                                                                      |
| 地下 四樓          |                                                |                                                                             |
| 側式月台，右側開門 |                                                |                                                                             |
| 一月台             | ← 松山新店線 往松山方向（G14 中山站）          |                                                                             |
| 二月台             | 松山新店線 往新店／台電大樓方向（G12 西門站）→ |                                                                             |
| 側式月台，右側開門 |                                                |                                                                             |

### 車站出口
出口1、2位於車站南端，出口3位於車站北端，無障礙電梯位於出口2、3。
| 出入口                          | 圖片 | 位置                                                                   |
| ------------------------------- | ---- | ---------------------------------------------------------------------- |
| 出入口1 · 設有手扶梯            |      | 忠孝西路（塔城街西側與忠孝西路交叉口）                                 |
| 出入口2 · 設有電梯 · 設有手扶梯 |      | 塔城街（市民大道與忠孝西路間之塔城街東側，並與台灣博物館南館整體興建） |
| 出入口3 · 設有電梯 · 設有手扶梯 |      | 鄭州路（塔城街西側與市民大道交叉口）                                   |
| 註： 設有電梯 \| 設有手扶梯     |      |                                                                        |

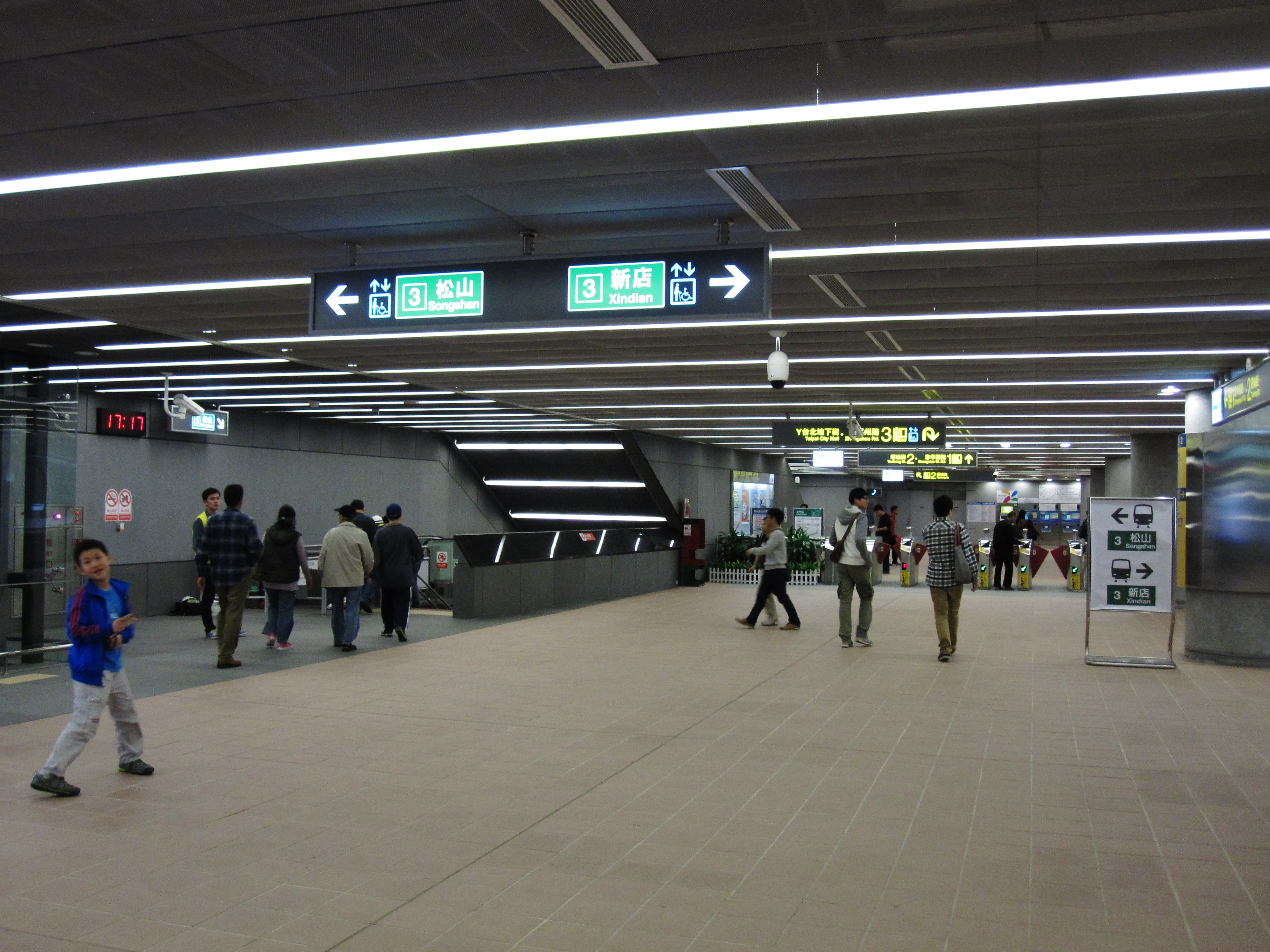
穿堂層
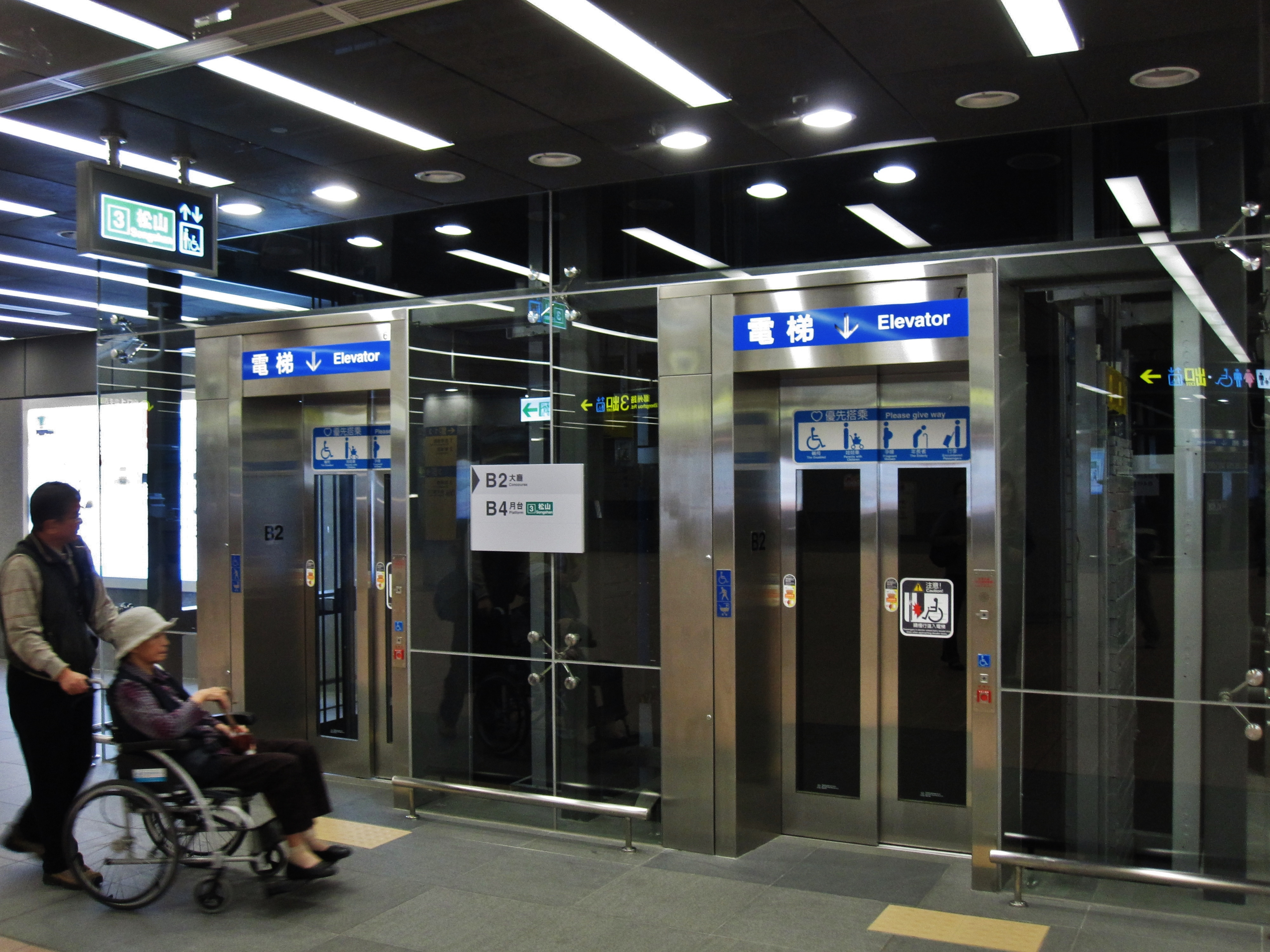
通往一月台的無障礙電梯
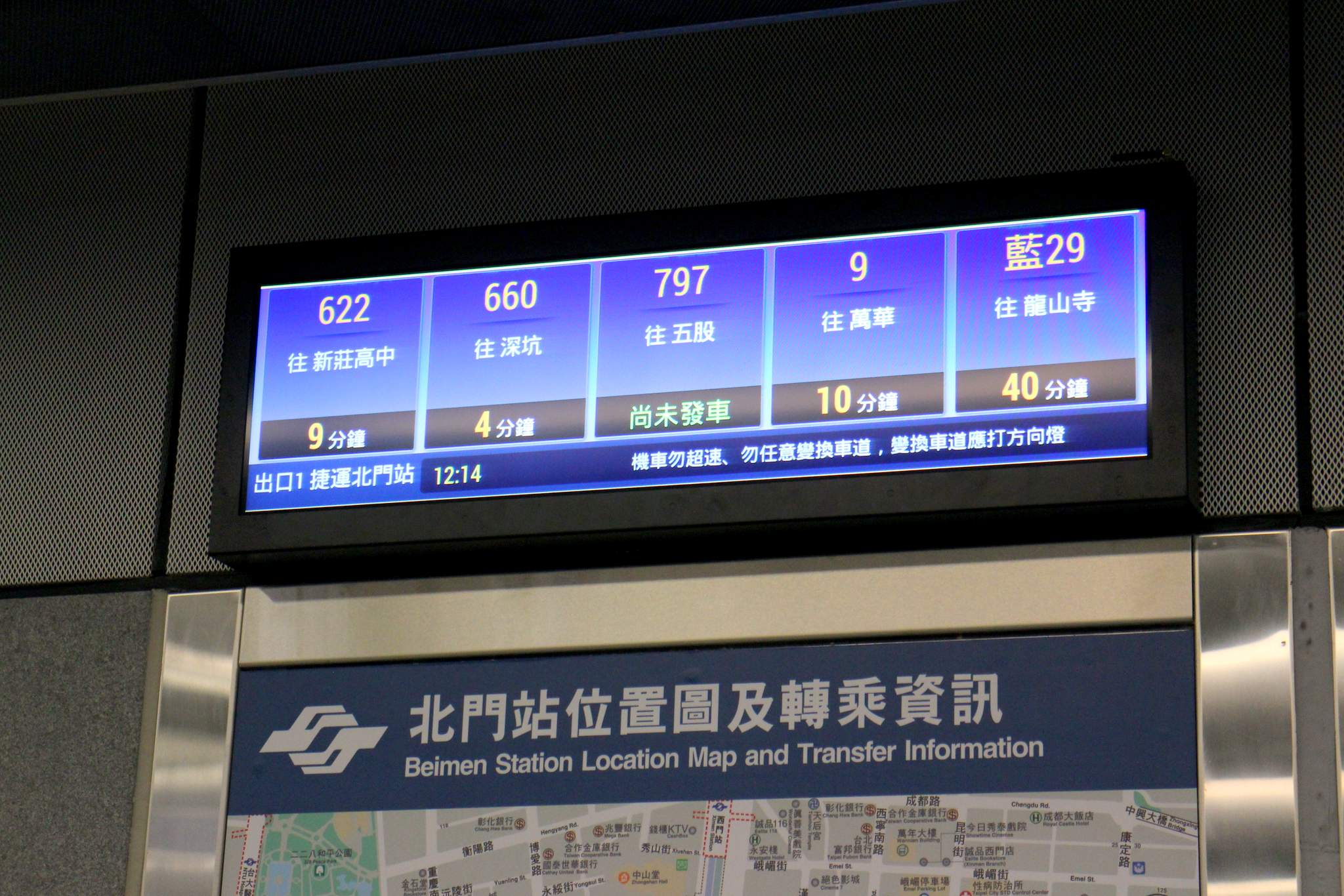
站內的公車抵站時間電子告示牌
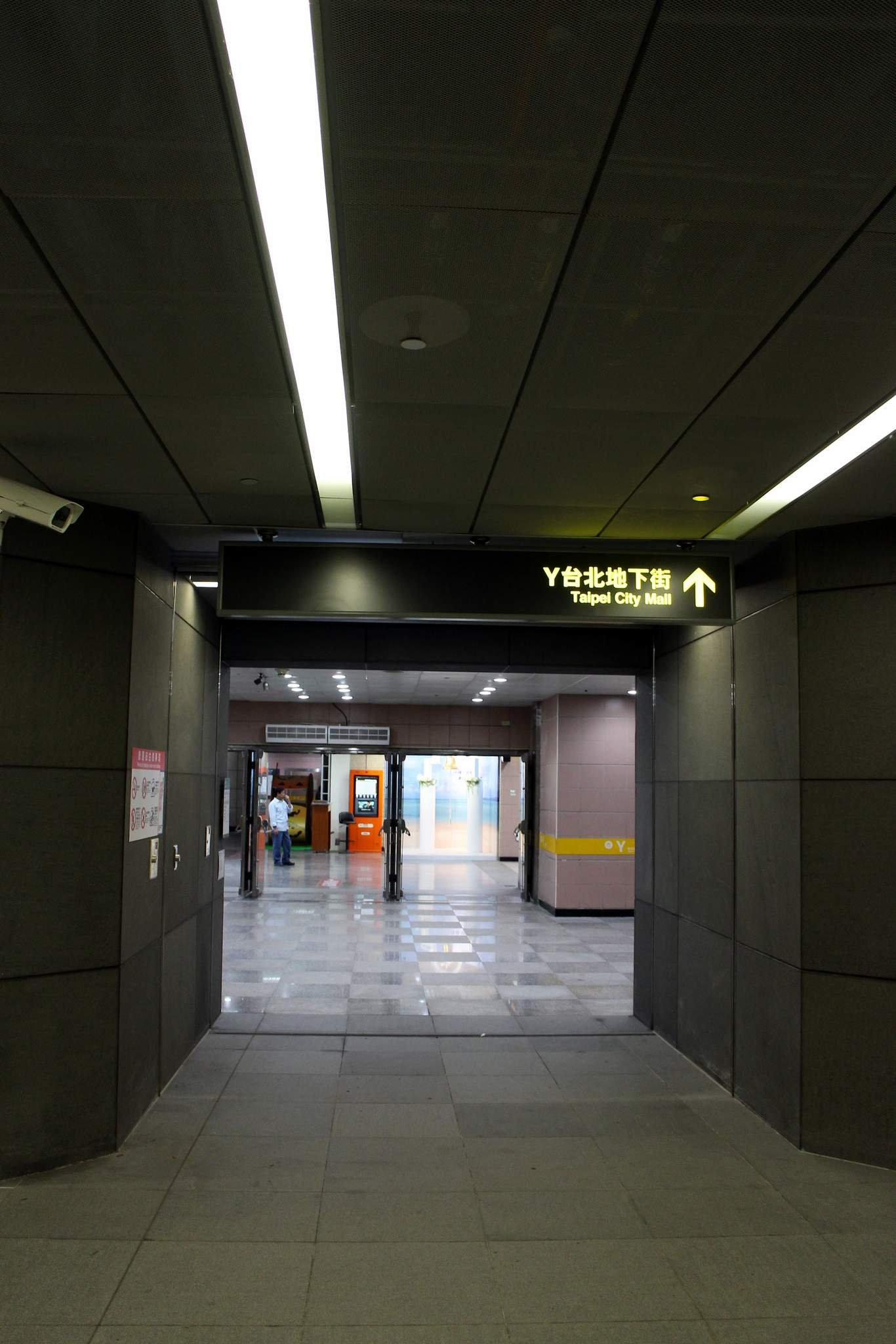
通往台北地下街通道

## 歷史

### 北門乘降場（臺灣總督府交通局鐵道部北門車站）
北門乘降場（日语：／ Hokumon－ ?）位於今台鐵舊舍旁的延平北路東側，為昔日臺灣總督府交通局鐵道部淡水線的起始站，為一平面車站，設有側式月台一座。於1915年（大正4年）8月17日設立，1923年（大正12年）3月16日廢止。
現址為興建中的台北雙子星西棟76層大樓。

### 台北捷運北門站
桃園機場捷運台北車站，即位於台北捷運北門、台北車站2站之間，可透過地下連通道轉乘。
- 2014年11月15日：隨著松山線正式通車而啟用[8]（p. 228）。

部分遺跡在捷運北門站考古坑展示中。

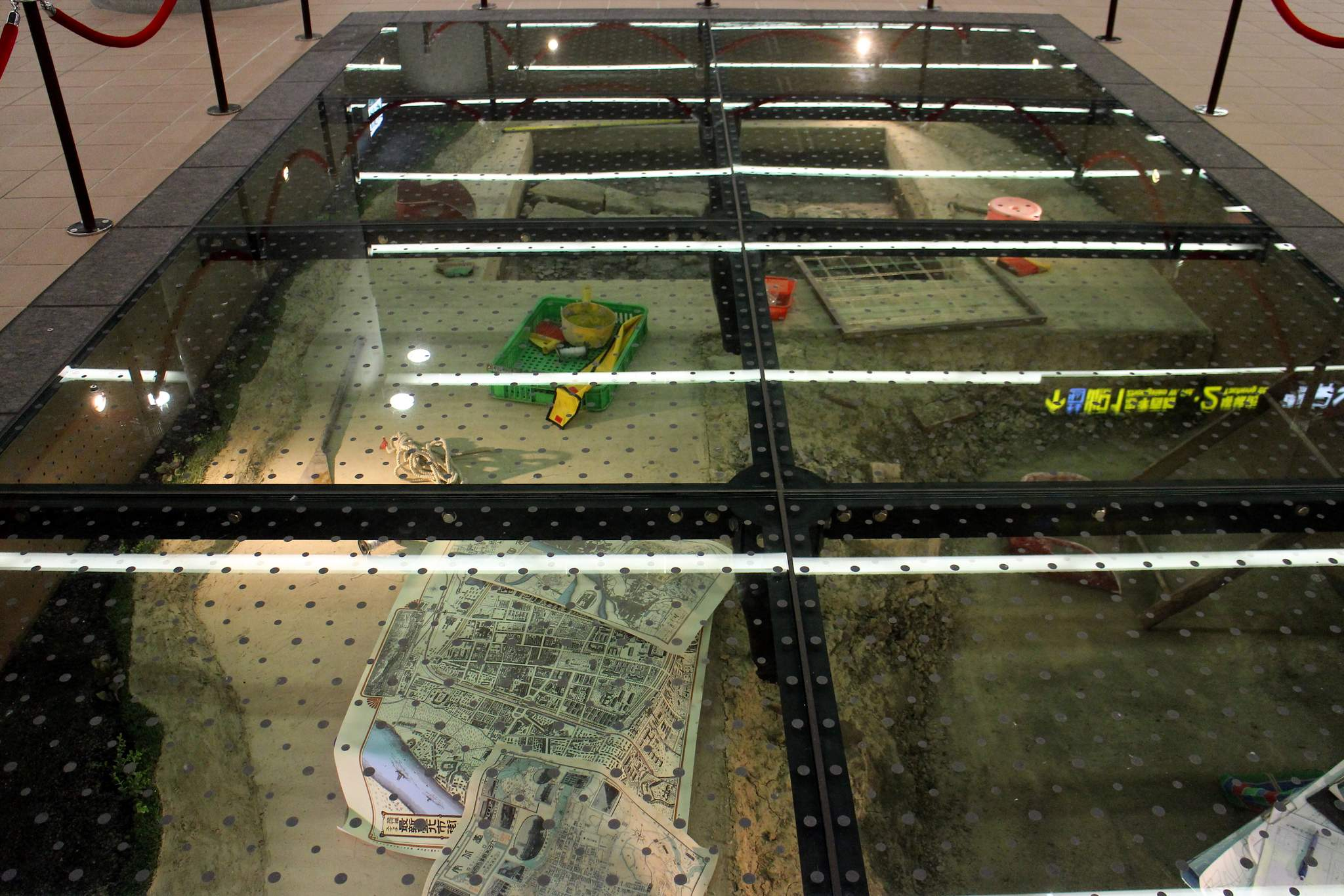
地下一樓歷史文物展示區展出考古工具
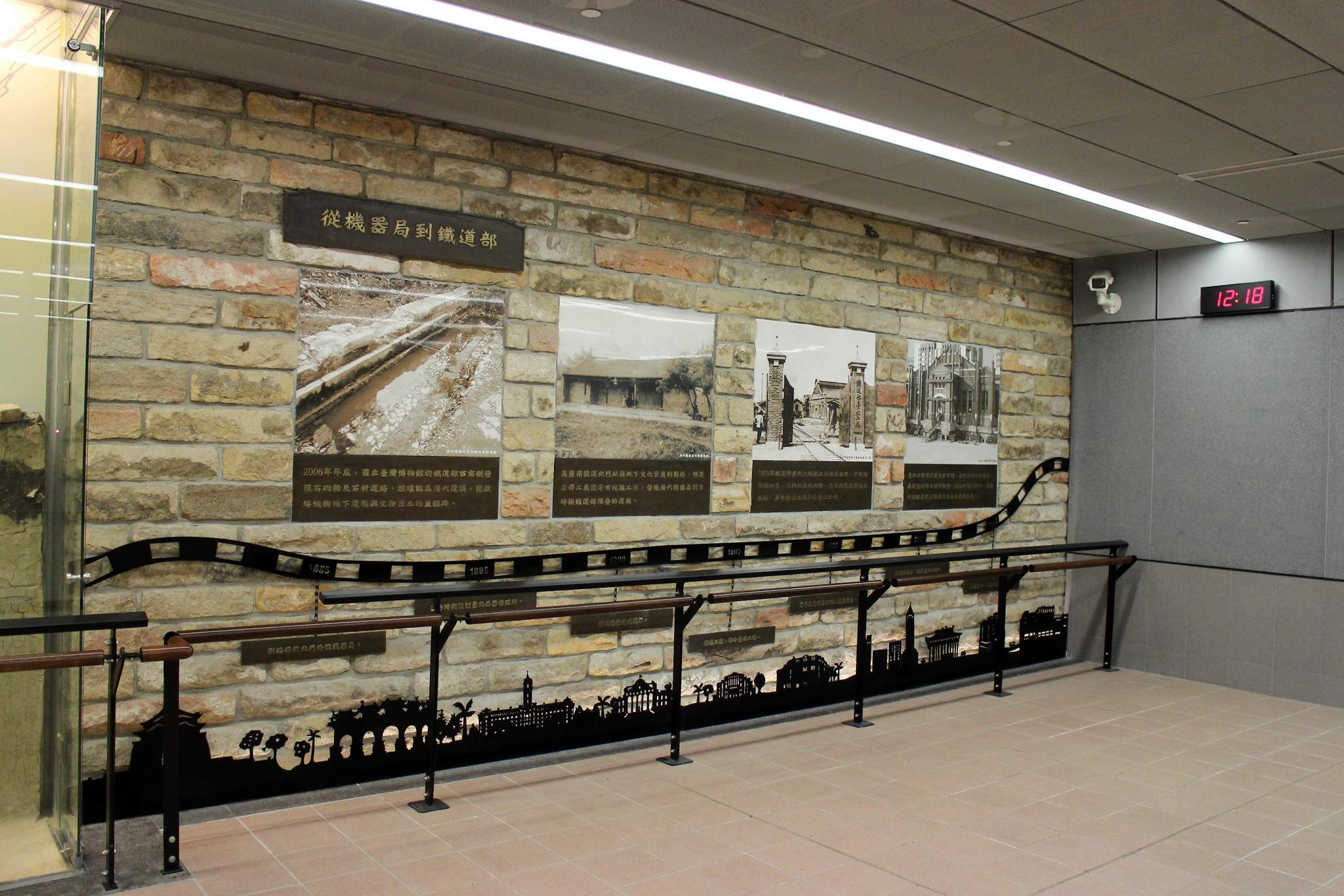
地下一樓歷史文物展示區展出鐵道影像
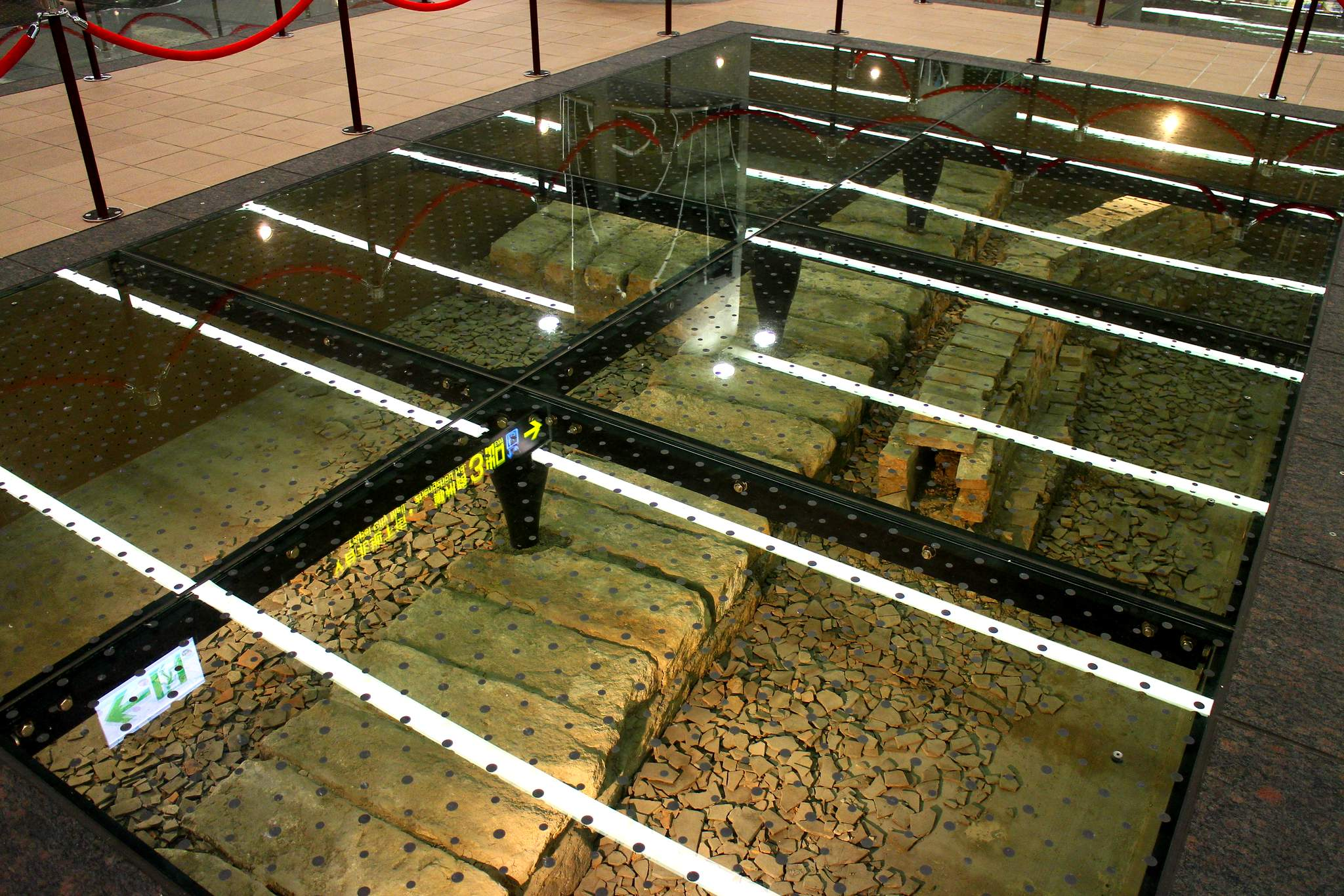
站內展出的歷史遺跡
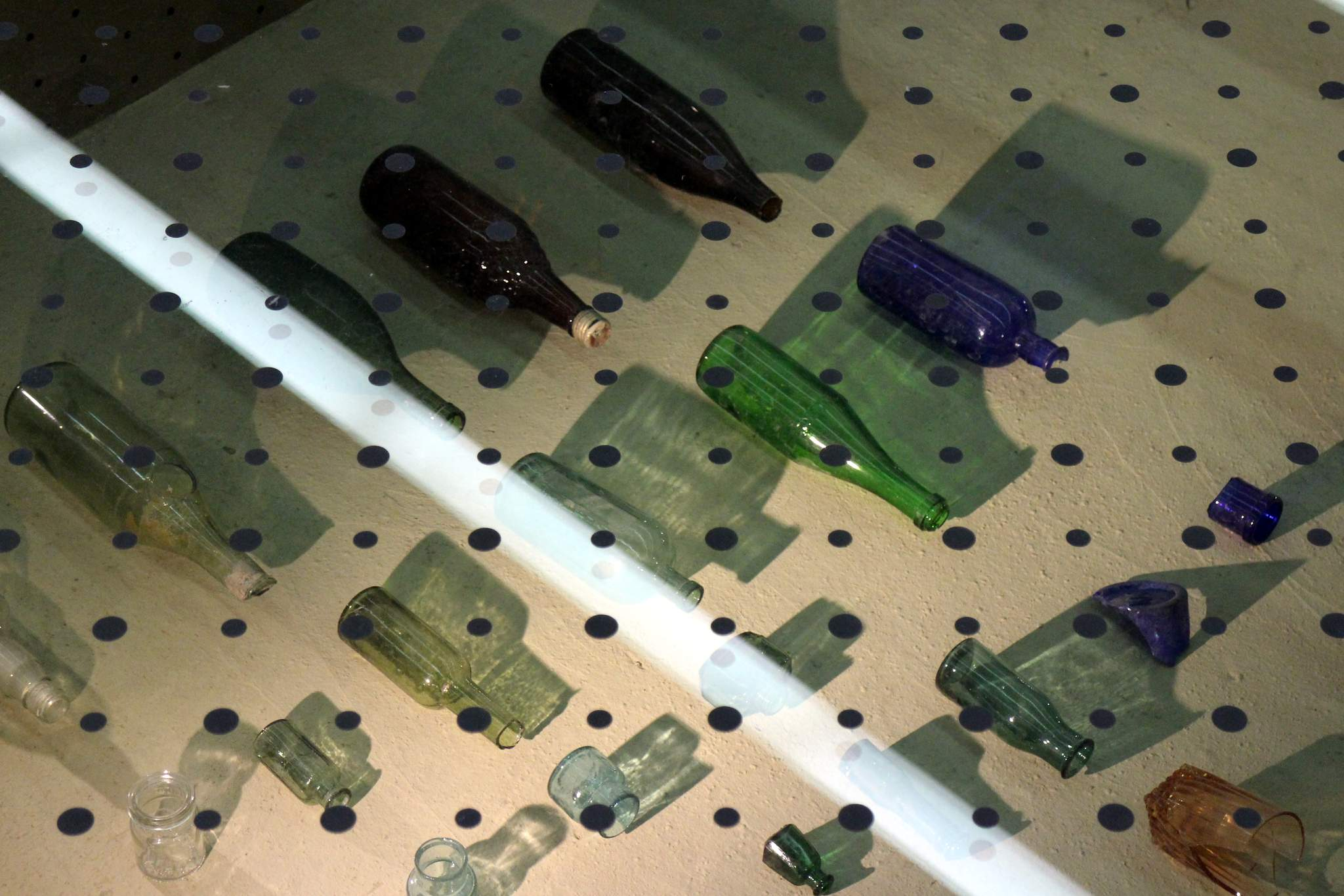
站內展出的歷史文物
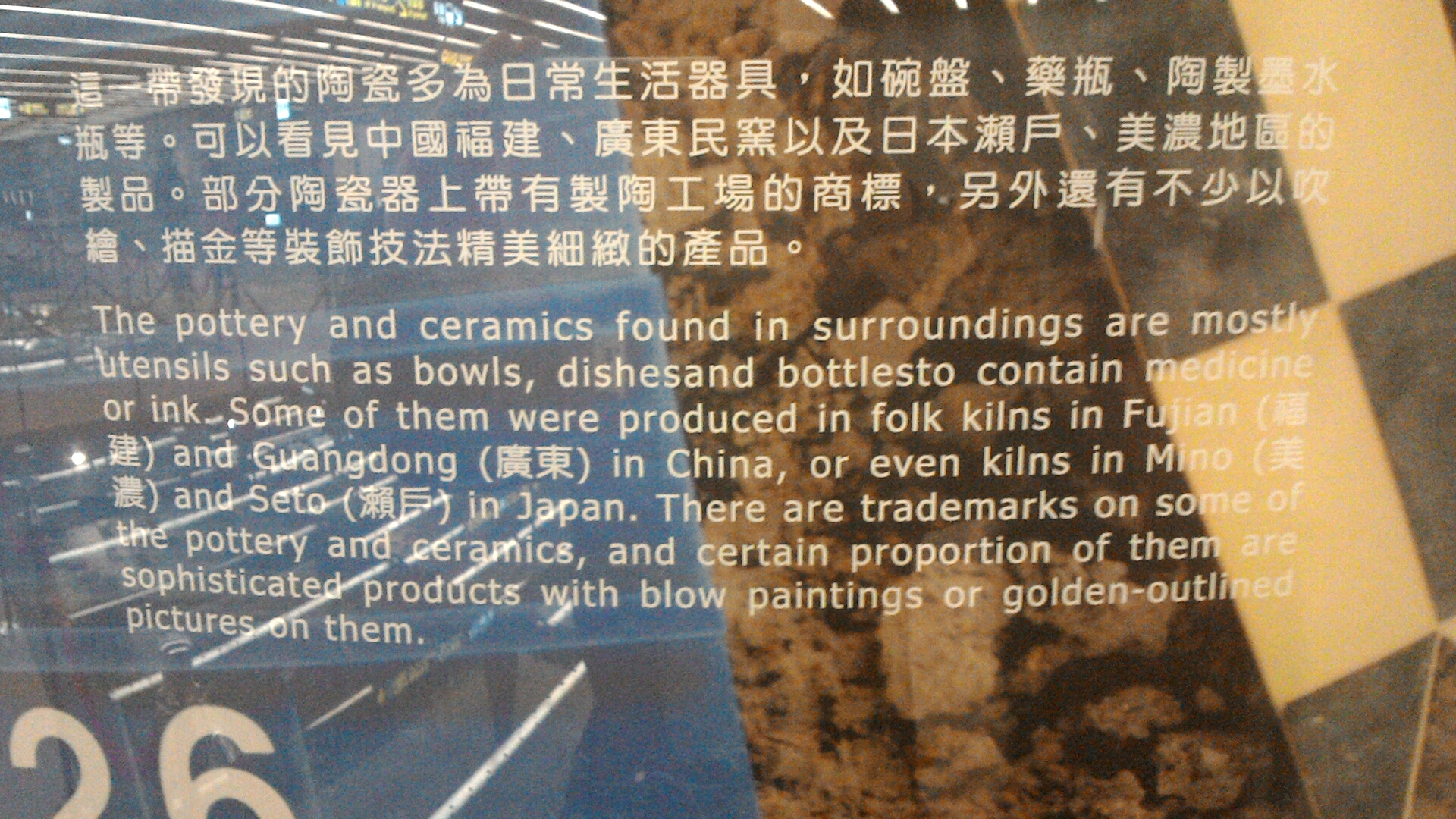
捷運北門站展覽區標示牌英文版的拼寫錯誤,其中“dishes and bottles to certain medicine or ink”一句,標示牌上將“dishes and...”誤植為“dishesand...”,將“...bottles to...”誤植為“...bottlesto...”

## 利用狀況
依據2024年12月資料，北門站每日旅運量約為35,575人次，在台北捷運各站中排行第49名。

| 2014                                                                                 | 288,697                                                                          | 299,017   | 587,714   | [ 9 ] | 6,142  | 6,362  | 12,505 |
| 2015                                                                                 | 2,141,669                                                                        | 2,173,041 | 4,314,710 | [ 9 ] | 5,868  | 5,954  | 11,821 |
| 2016                                                                                 | 2,721,554                                                                        | 2,772,837 | 5,494,391 | [ 9 ] | 7,436  | 7,576  | 15,012 |
| 2017                                                                                 | 3,764,133                                                                        | 3,663,557 | 7,427,690 | [ 9 ] | 10,313 | 10,037 | 20,350 |
| 2018                                                                                 | 4,327,789                                                                        | 4,246,138 | 8,573,927 | [ 9 ] | 11,857 | 11,633 | 23,490 |
| 2019                                                                                 | 4,910,743                                                                        | 4,860,405 | 9,771,148 | [ 9 ] | 13,454 | 13,316 | 26,770 |
| 2020                                                                                 | 3,925,474                                                                        | 3,999,308 | 7,924,782 | [ 9 ] | 10,725 | 10,927 | 21,652 |
| 由于技术原因，此 旧版图表 已停用，並須迁移至 新版图表 。造成您的不便，我們深表歉意。 |                                                                                  |           |           |       |        |        |        |
|                                                                                      | 由于技术原因，此旧版图表已停用，並須迁移至新版图表。造成您的不便，我們深表歉意。 |           |           |       |        |        |        |

|  | 由于技术原因，此旧版图表已停用，並須迁移至新版图表。造成您的不便，我們深表歉意。 |

| 年       | 年間    | 年間    | 年間     | 年間   | 1日平均 | 1日平均 |
| 年       | 上車    | 下車    | 上下車計 | 來源   | 上車    | 上下車  |
| -------- | ------- | ------- | -------- | ------ | ------- | ------- |
| 1915年度 | 53,977  | 51,405  | 105,382  | [ 10 ] | 237     | 462     |
| 1916年度 | 100,710 | 96,492  | 197,202  | [ 11 ] | 276     | 540     |
| 1917年度 | 104,239 | 100,567 | 204,806  | [ 12 ] | 286     | 561     |
| 1918年度 | 135,890 | 136,723 | 272,613  | [ 13 ] | 372     | 747     |
| 1919年度 | 206,201 | 202,331 | 408,532  | [ 14 ] | 563     | 1,116   |
| 1920年度 | 217,818 | 216,611 | 434,429  | [ 15 ] | 597     | 1,190   |
| 1921年度 | 209,870 | 205,670 | 415,540  | [ 16 ] | 575     | 1,138   |
| 無資料   |         |         |          |        |         |         |

## 車站周邊
- 臺北雙子星
- 機場捷運臺北車站
- 國立臺灣博物館鐵道部園區
- 台北府城北門
- 臺北行旅廣場
- 財政部臺北國稅局
- 大稻埕霞海城隍廟
- 臺北法主公廟
- 臺北郵局
  - 郵政博物館臺北北門分館
- 衛生福利部國民健康署
- 臺北真聖堂
- 財政部關務署
- 臺灣中小企業銀行總行

- 塔城公園
- 臺北市立忠孝國民中學
- 台北醫院城區分院
- 臺北市立聯合醫院中興院區
- 玉泉公園
- 萬華運動中心
- 西寧市場
- 臺北市政府警察局萬華分局武昌街派出所
- 福星國小
- 迪化街
- 洛陽停車場
- 臺北市公共自行車租賃系統 捷運北門站（3號出口）

### 地下商場
- 台北地下街

## 公車資訊
| 編號               | 經營業者   | 區間                     | 備註                                                            |
| ------------------ | ---------- | ------------------------ | --------------------------------------------------------------- |
| 9                  | 大都會客運 | 社子國小－萬華           |                                                                 |
| 12                 | 大都會客運 | 東園－民生社區           |                                                                 |
| 42                 | 指南客運   | 大直－北門               |                                                                 |
| 206                | 光華巴士   | 天母－中華路             |                                                                 |
| 218                | 大南汽車   | 新北投－萬華             | 行經文林北路。                                                  |
| 218直              | 大南汽車   | 新北投－萬華             | 直行承德路。 僅上班日上、下午尖峰時段固定班次發車，例假日停駛。 |
| 223                | 大南汽車   | 關渡－青年公園           |                                                                 |
| 250                | 光華巴士   | 北士科－青年公園         | 例假日停駛。                                                    |
| 255                | 首都客運   | 雙溪－台北車站           | 例假日停駛。                                                    |
| 260                | 大都會客運 | 陽明山－東園             |                                                                 |
| 300                | 中興巴士   | 故宮博物院－小南門       |                                                                 |
| 302                | 大南汽車   | 關渡宮－萬華             |                                                                 |
| 304重慶            | 中興巴士   | 故宮博物院－永和         | 行經重慶北路。                                                  |
| 304承德            | 中興巴士   | 故宮博物院－永和         | 行經承德路。                                                    |
| 310                | 台北客運   | 板橋－士林               |                                                                 |
| 310區間車          | 台北客運   | 板橋－臺北車站           |                                                                 |
| 578                | 國光客運   | 泰山公有市場－臺北車站   | 屬於新北市區公車，原F215。                                      |
| 579                | 國光客運   | 明志國小－臺北車站       | 屬於新北市區公車，原F216。                                      |
| 582                | 國光客運   | 五股立體停車場－臺北車站 | 屬於新北市區公車，原F223。                                      |
| 622                | 三重客運   | 泰山－捷運中山站         |                                                                 |
| 639                | 三重客運   | 樹林－北門               | 屬於新北市區公車。                                              |
| 641                | 三重客運   | 五股坑－台北車站         |                                                                 |
| 660                | 指南客運   | 深坑－圓環               |                                                                 |
| 704                | 三重客運   | 八里－北門               | 屬於新北市區公車。                                              |
| 756                | 指南客運   | 淡江大學－北門           |                                                                 |
| 757                | 指南客運   | 淡海－北門               |                                                                 |
| 785                | 三重客運   | 凌雲寺－北門             | 屬於新北市區公車。                                              |
| 797                | 指南客運   | 五股－臺北               | 屬於新北市區公車。                                              |
| 內科通勤21         | 台北客運   | 板橋－內湖科技園區       | 原956。                                                         |
| 965                | 台北客運   | 板橋－金瓜石             | 六段票收費。 屬於新北市區公車。                                 |
| 綠17               | 首都客運   | 東園－大稻程碼頭         |                                                                 |
| 藍29               | 欣欣客運   | 東園－聯合醫院中興院區   |                                                                 |
| 台灣觀光巴士－藍線 | 三重客運   | 臺北車站－故宮博物院     |                                                                 |
| 重慶幹線           | 大都會客運 | 東園－天母               | 原601                                                           |

## 腳註

### 來源資料
1. ↑  . 財政部稅務入口網.   [2014-10-31]. （原始内容存档于2016-08-21）.
2. ↑   (新闻稿). 台北捷運. 2016-04-11  [2016-04-11]. （原始内容存档于2016-04-11） （中文（臺灣））.
3. 1 2  . 臺北大眾捷運股份有限公司. 2021-01-15.
4. 1 2  （日語）. 鐵道院. 1917: 頁244  [2021-03-13]. （原始内容存档于2022-05-25）.
5. ↑  文圖∕靳其偉 英譯∕沈淑華. . 捷運報導 第225期.   [2013-09-19]. （原始内容存档于2013-09-21）.
6. ↑  （日語）官報第909號臺灣總督府告示第92、93號. . 大蔵省印刷局. 1915-08-12: 238頁  [2018-09-20]. （原始内容存档于2021-09-23）.,國立國會圖書館
7. ↑  （日語）官報第3321號臺灣總督府告示第32號. . 大蔵省印刷局. 1923-08-24: 564頁  [2018-09-20]. （原始内容存档于2021-06-30）.,國立國會圖書館
8. ↑  徐榮崇. . 臺北市文獻委員會. 2015年12月  [2020-01-05]. ISBN 9789860469875. （原始内容存档于2020-12-07）. 國家圖書館
9. ↑  臺北捷運公司. . 臺北市統計資料庫查詢系統. 臺北市政府. 2021-02-04  [2021-02-09]. （原始内容存档于2020-11-28）.
10. ↑  . . 臺灣總督府交通局鐵道部 (國立國會圖書館 數位典藏). 1916-11-30: 頁28–31  [2021-12-22]. （原始内容存档于2021-11-21）.
11. ↑  . . 臺灣總督府交通局鐵道部 (國立國會圖書館 數位典藏). 1917-11-25: 頁28–31  [2021-12-22]. （原始内容存档于2021-11-21）.
12. ↑  . . 臺灣總督府交通局鐵道部 (國立國會圖書館 數位典藏). 1918-11-30: 頁26–29  [2021-12-22]. （原始内容存档于2021-11-21）.
13. ↑  . . 臺灣總督府交通局鐵道部 (國立國會圖書館 數位典藏). 1919-12-25: 頁26–29  [2021-12-22]. （原始内容存档于2021-11-21）.
14. ↑  . . 臺灣總督府交通局鐵道部 (國立國會圖書館 數位典藏). 1920-12-30: 頁28–31  [2021-12-22]. （原始内容存档于2021-11-21）.
15. ↑  . . 臺灣總督府交通局鐵道部 (國立國會圖書館 數位典藏). 1921-12-30: 頁28–33  [2021-12-22]. （原始内容存档于2021-11-21）.
16. ↑  . . 臺灣總督府交通局鐵道部 (國立國會圖書館 數位典藏). 1922-12-25: 頁28–33  [2021-12-22]. （原始内容存档于2021-11-21）.

## 外部連結
- 臺北大眾捷運股份有限公司 （页面存档备份，存于）
- 臺北市政府捷運工程局 （页面存档备份，存于）
- 北門站位置圖（台北捷運公司） （页面存档备份，存于）
- 北門站車站剖面相關位置圖（台北捷運公司） （页面存档备份，存于）
- 捷運北門站_台北鐵道局  臺北旅遊網 （页面存档备份，存于）
- 販賣店現況 （页面存档备份，存于）